# Labora Fontbernat M-1938
Il Labora Fontbernat M-1938 è una pistola mitragliatrice progettata nel 1936 dalla Comissió d'Indústries de Guerra e prodotta nella fabbrica 15 di Olot, utilizzata durante Guerra civile spagnola.

## Caratteristiche
L'M-1938 era un'arma di alta qualità progettata da zero per Industria di guerra in Catalogna. I meccanismi erano semplici ma di fabbricazione laboriosa. Ciò era dovuto, in gran parte, all'inclusione di alette di raffreddamento circolari attorno alla canna.
Era fatto di acciaio lavorato e usato una munizione 9 x 23 mm "largo". Il caricatore era una borsa e veniva posta verticalmente sotto il tubo, con un paracarro con pezzi di legno che serviva a tenerlo. La chiusura della Labora Fontbernat M-1938 era più leggera di quella di altri fucili mitragliatori e quindi usava un altro molla elastica.
Diverse serie furono fatte con piccole differenze tra loro: quelle del 1938 avevano un rialzo regolabile e un selettore di colpi e scottature sul lato sinistro. Inizialmente il garante era un semplice spillo che bloccava lo sparo. Ci sono anche versioni senza selettore, che possono solo sparare a raffica. In totale sono state prodotte più di 2.000 unità.
È stato originariamente utilizzato dall'esercito della Seconda Repubblica Spagnola, e anche dalla Spagna franchista che li ha confiscati alla fine del conflitto.